# Graue Gartenwanze
Die Graue Gartenwanze (Rhaphigaster nebulosa), auch kurz Gartenwanze genannt,  gehört zur Familie der Baumwanzen (Pentatomidae). Sie wird gelegentlich auch als Graue Feldwanze bezeichnet.

## Beschreibung
Die Graue Gartenwanze erreicht eine Länge von 14 bis 16 Millimeter. Sie ist schmutzig graugelb bis braun gefärbt mit ungleichmäßig verteilten Punktgruben auf der Körperoberseite. Die Membran der Vorderflügel ist häufig dunkelbraun gefleckt. Der Seitenrand des Hinterleibs (Connexivum) ist mit einem schwarzgelben Muster versehen. Die Fühler sind vom ersten bis zweiten Glied schwarz, vom dritten bis zum fünften geringelt, wobei jeweils die proximalen Hälften hellgelb gefärbt sind. Auf der Unterseite befindet sich zwischen den Hüften ein langer Dorn. Die Mundteile sind als Stechrüssel ausgebildet.
Die Wanze kann sehr leicht mit der in Teilen Europas in Ausbreitung begriffenen Marmorierten Baumwanze (Halyomorpha halys) verwechselt werden. Letztere weist eine im Vergleich eher quadratische (statt dreieckige) Kopfform, eine charakteristische Querreihe von fünf hellen Flecken auf dem Scutellum, eine zarte dunkle Längsstreifung (statt Punktierung) der transparenten Flügelabschnitte und eine leicht abweichende Bänderung der Antennen auf, zudem fehlt der Dorn an der Unterseite.

## Lebensweise
Die Wanze lebt phytophag auf verschiedenen Laubgehölzen. Gelegentlich saugt sie auch an toten Insekten.
Die Weibchen kleben im späten Frühling etwa 40 Eier in Streifen oder Scheiben an Pflanzenteile. Die schlüpfenden jungen Wanzen sind in ihrer Färbung variabel und flügellos. Erst ab dem dritten Nymphenstadium sind kurze Stummelflügel erkennbar. Zur Feindabwehr besitzen die Jungwanzen Stinkdrüsen auf dem Rücken, bei den adulten Tieren befinden sich diese an der Unterseite der Brust. Bei Bedrohung wird ein stark riechendes Sekret abgegeben. Die Gartenwanze ist kein guter Flieger, sie gibt bei ihrem schwerfälligen Flug laute Summtöne von sich.
Die Graue Gartenwanze ist tagaktiv und wärmeliebend. Wie alle Baumwanzen bildet sie nur eine Generation pro Jahr. Die Überwinterung erfolgt gern an efeubewachsenen Wänden. Bei der Suche nach einem geeigneten Winterversteck (Ritzen oder Spalten) verirrt sie sich auch in Häuser. Die Adulten sind schon an den ersten warmen Tagen sehr früh im Jahr aktiv.

## Verbreitung
Die Graue Gartenwanze ist paläarktisch verbreitet, in Mitteleuropa im Süden häufiger als im Norden und hier die einzige Art der Gattung Rhaphigaster.
In Deutschland hat sich die Art, etwa seit dem Jahr 2000, stark nach Norden hin ausgebreitet. Nach teilweise jahrzehntelanger Abwesenheit wurde sie so seit 1999 in Sachsen-Anhalt, seit 2006 in Schleswig-Holstein und seit 2007 in Hamburg gefunden. Ein Übersehen der großen und auffälligen Art gilt dabei als unwahrscheinlich. Gleichzeitig wurde die Art auch in Süddeutschland, wo sie vorher immer nur sporadisch vorkam, auffallend häufiger, so etwa in Bayern. Wie bereits bei früheren Beobachtungen ist die Art in Städten vielfach häufiger als in ihrem Umland, dafür wird die stärkere Erwärmung des Stadtgebiets verantwortlich gemacht, die die wärmeliebende Art begünstigt. Besonders auffallend sind Massen-Überwinterungsquartiere der als Imago überwinternden Art, die etwa von Hausmauern (Bayern), aber auch unter Rindenschuppen von Platanen (Magdeburg) angegeben werden.

## Bilder

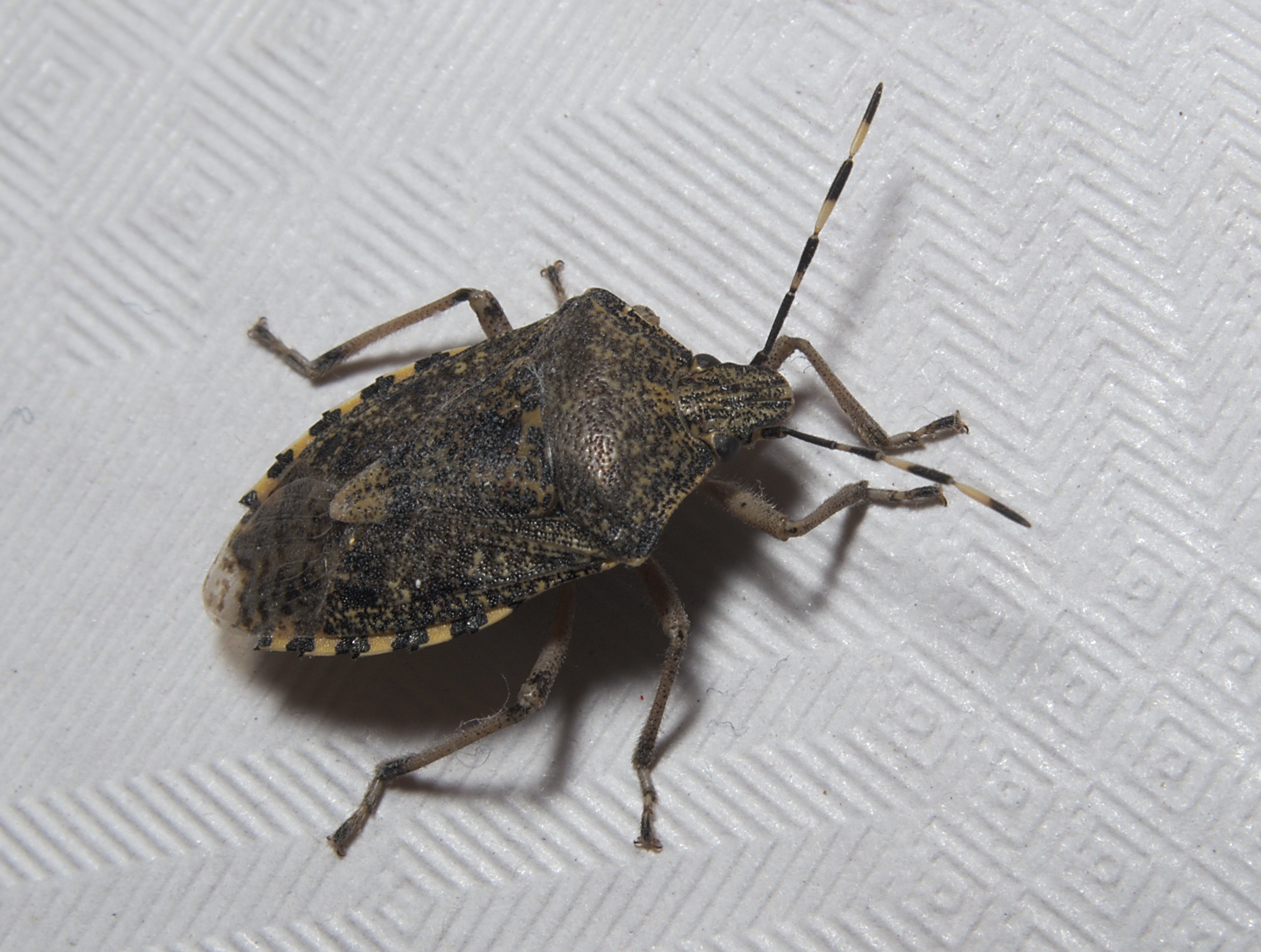
Rhaphigaster nebulosa
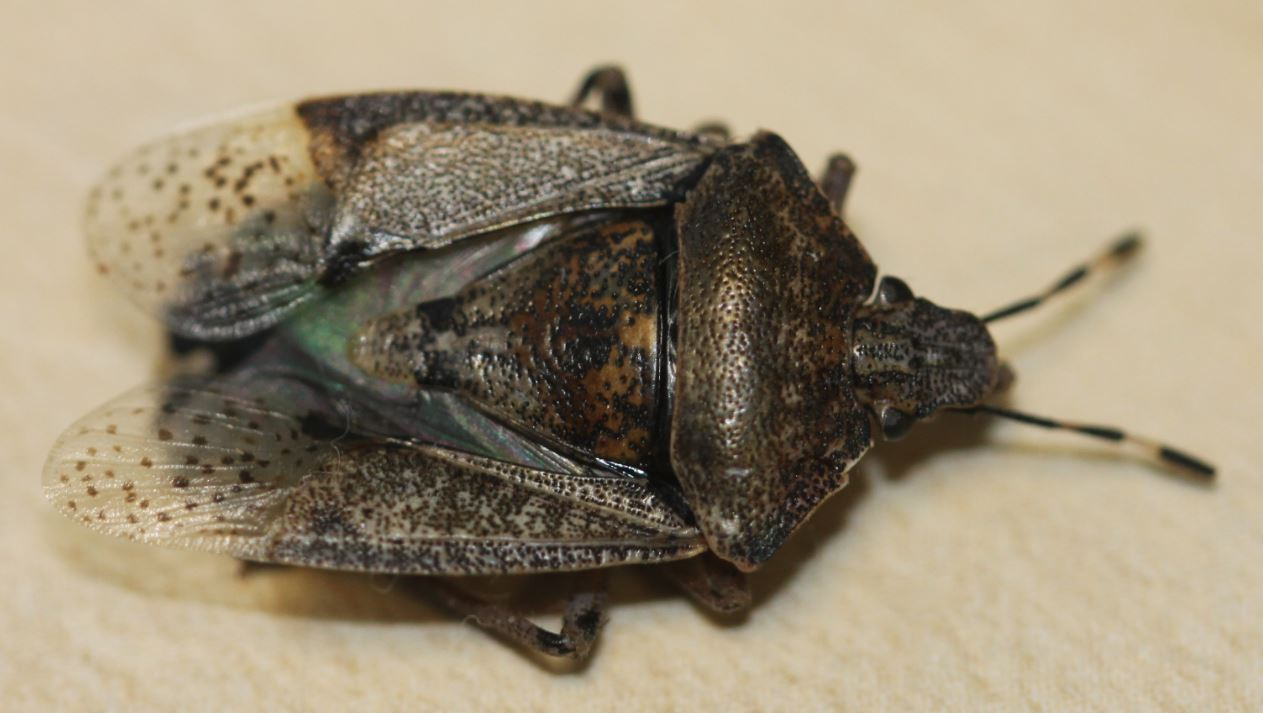
Dorsalansicht
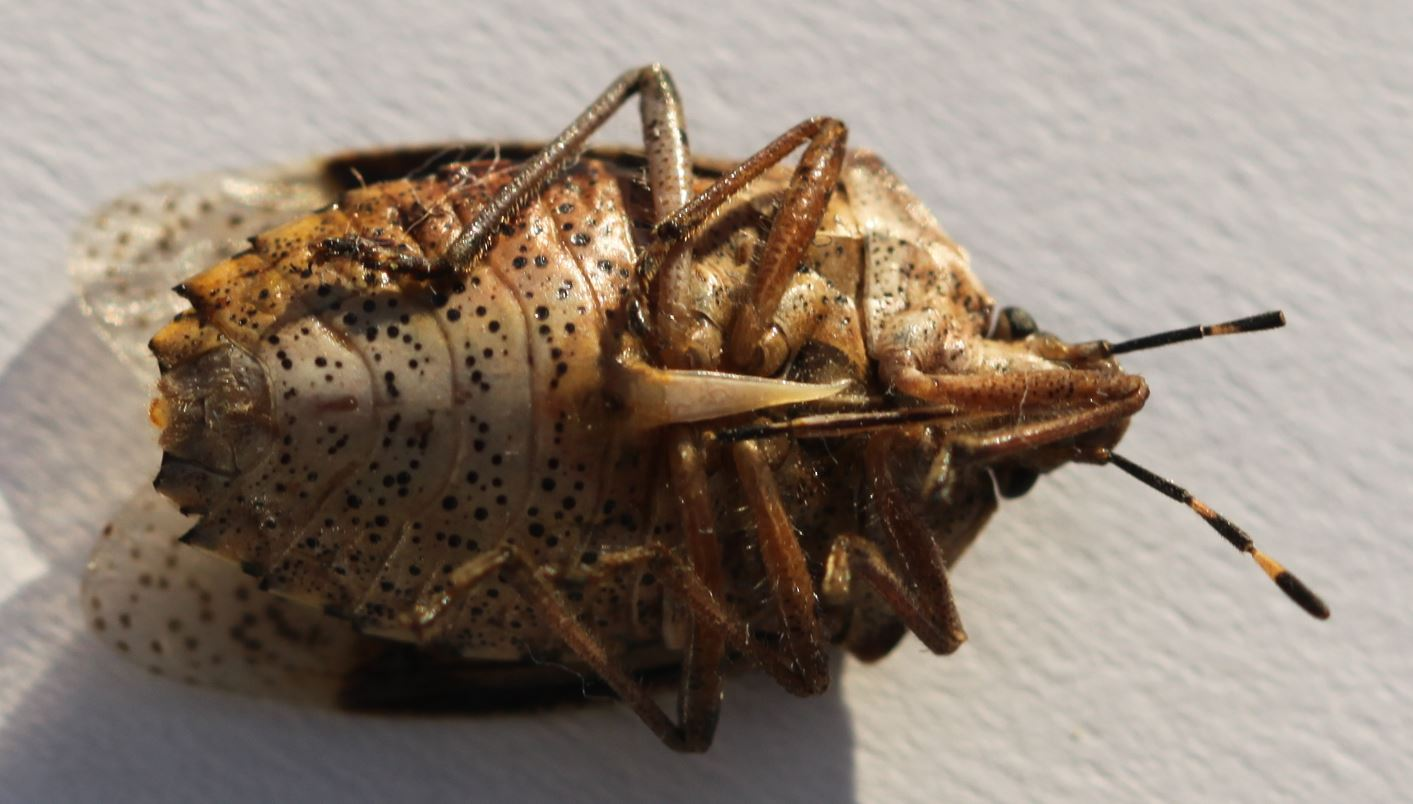
Ventralansicht; Bauch-Nadel, die typisch für diese Art ist
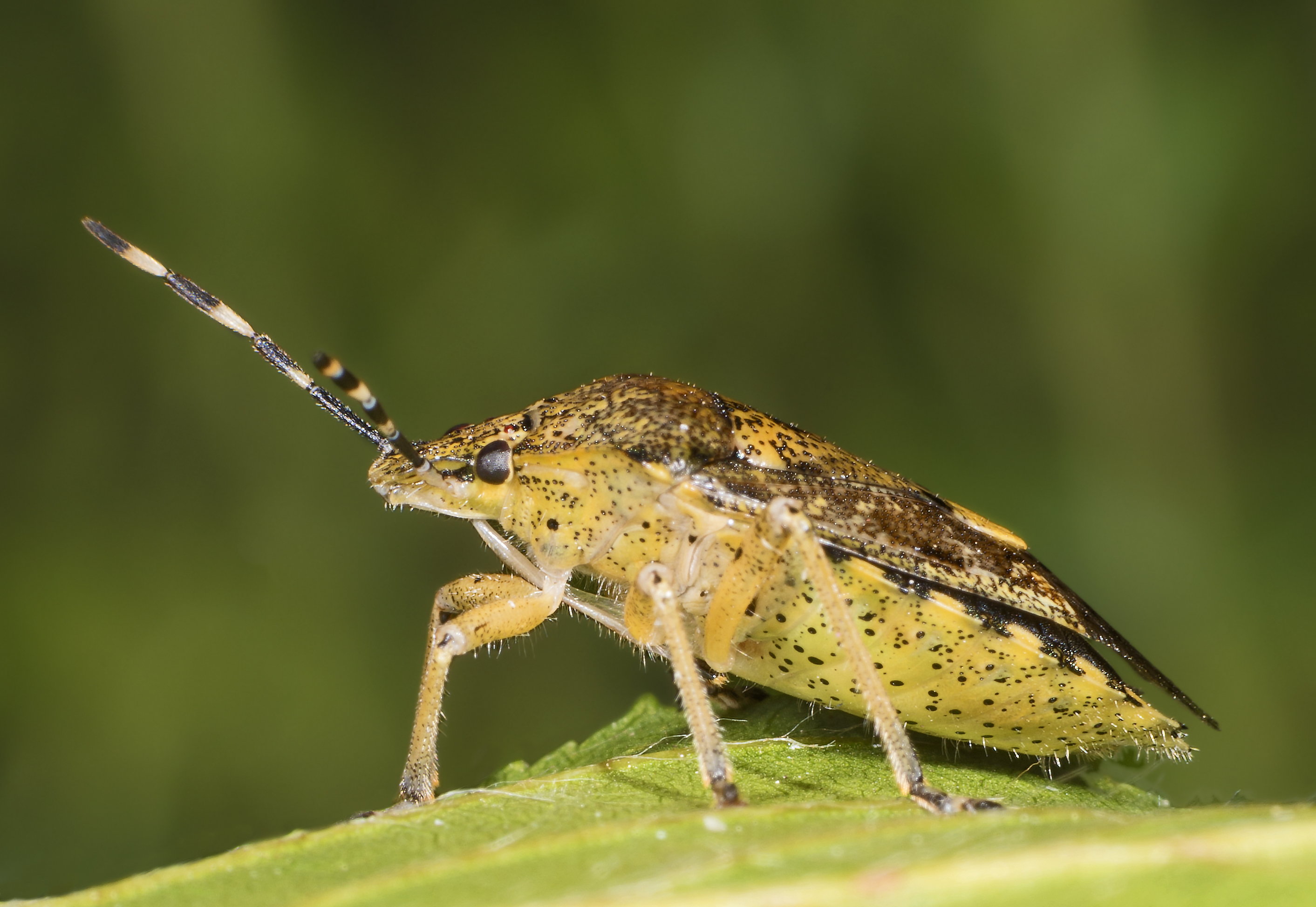
Seitenansicht
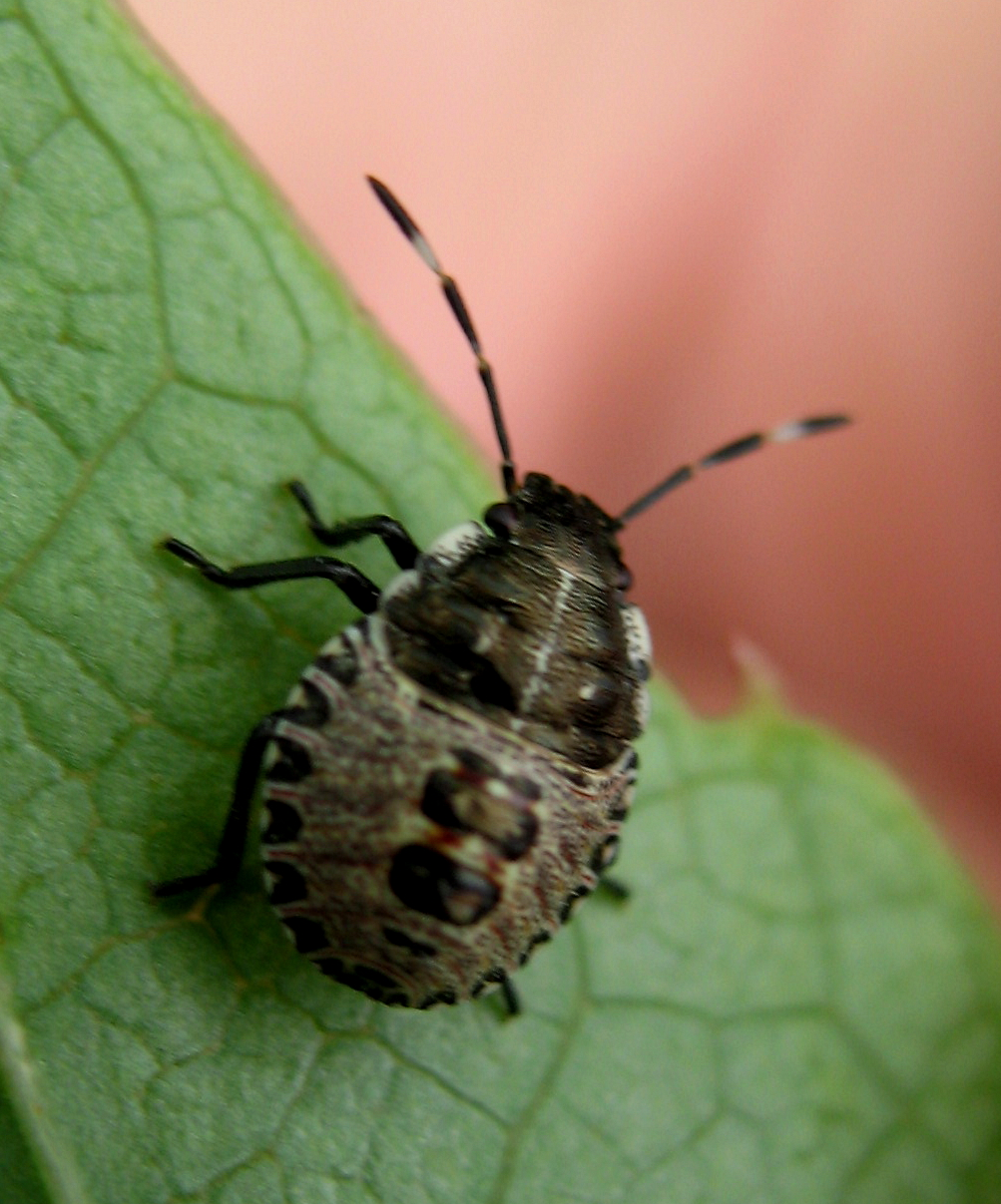
Nymphe
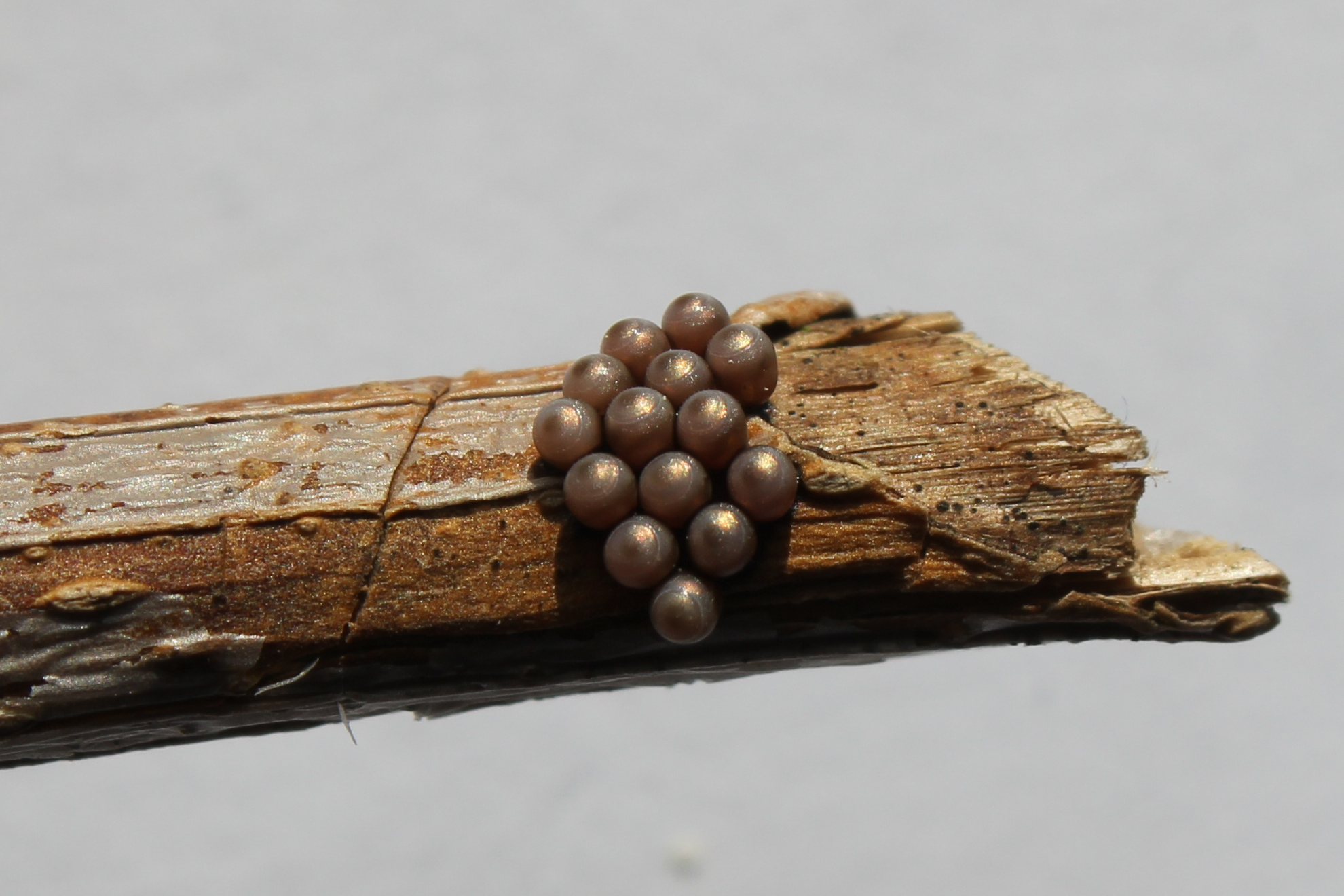
Eier

## Belege
- Ekkehard Wachmann: Wanzen beobachten – kennenlernen. J. Neumann – Neudamm, Melsungen 1989, ISBN 3-7888-0554-4